# サミ・ゲイル
サミ・ゲイル（Sami Gayle, 1996年1月22日 - ）は、アメリカ合衆国の女優である。

## 出演作品

### テレビ
- 救命医ハンク セレブ診療ファイル（2009-）
- ブルーブラッド 〜NYPD家族の絆〜（2010-）（ニッキー・レーガン・ボイル）

### 映画
- デタッチメント 優しい無関心（2011）
- ゲットバック（2012）（アリソン・ローブ）
- ヴァンパイア・アカデミー（2014）